# Aske Jacoby
Aske Jacoby (født 29. november 1963 i København) er en dansk guitarist, sanger, sangskriver, bassist, komponist, producer, musikunderviser og ejer af pladeselskaberne Giant Birch og Little Sprout.
Han er kendt som medstifter af bands som News og Danseorkestret og er med sin medvirken på flere end 500 pladeudgivelser en af dansk musiks mest anvendte studiemusikere.

## Historie
Aske Jacoby dannede som 16-årig i 1979 Aske Jacoby Band, der senere skiftede navn til News. News indspillede LP'erne "Stereo Magasin" (1981) og "Sæt Sejl" (1982) inden Jacoby i 1983 forlod bandet sammen med forsanger Gitte Naur. 
I 1983 blev den nu 20-årige Aske Jacoby taget under vingerne hos C.V. Jørgensen, hvor han blev en del Jørgensens backing band. C.V. Jørgensen skulle dog kun blive den første i en lang perlerække af musikere, der med tiden fik gavn af Jacobys guitar. Op gennem firserne og halvfemserne spillede Jacoby sammen med kunstnere som Sanne Salomonsen, Thomas Helmig og Kasper Winding, og i 1985 dannede han sammen med blandt andre Jørgen Klubien, Danseorkestret, hvis første album "Danseorkestret" blev et stort hit og solgt omkring 100.000 eksemplarer.
Aske Jacoby har som producer deltaget i skabelsen af flere end 30 albums; blandt andre de prisvindende albums Ducks and Drakes af (Randi Laubek, der i 1998 hjemtog tre danske grammy'er, White Noise and Diamond Nights af Paul Banks, som i 2000 udløste to danske grammy'er, "Bastard Etno" af Afenginn, som i 2011 vandt en enkelt Grammy, og med Ginne Markers album "For Seasons to Come", der vandt to Carl Priser for henholdsvis "Årets Nye Navn" og "Årets Jazzudgivelse".
Han har derudover turneret med et stort antal danske, svenske, engelske og amerikanske kunstnere. De seneste år har han dog udelukkende - med ganske få undtagelser - arbejdet med sin egen musik, efter at han i 2013 indspillede albummet "Chant" i Los Angeles sammen med de amerikanske studiemusikere, bassisten og guitaristen Tony Scherr (Bill Frisell, Norah Jones, Woody Herman, Willie Nelson m.fl.) og den legendariske trommeslager Jim Keltner (John Lennon, George Harrison, Bob Dylan, Steely Dan m.fl.). Samme besætning indspillede i 2015 albummet "Luna Plena Super Me" (udgivet 2016). I årene derefter har Jacoby turneret flittigt i Danmark, Frankrig, Schweiz, Sverige og Finland, enten ved solokoncerter eller med lokale musikere.  
Jacoby har i en årrække undervist på Brandbjerg Højskoles jazzstævner, ligesom han i perioder har været tilknyttet Det Rytmiske Konservatorium i København samt Syddansk Musikkonservatorium og Skuespillerskole. Han har desuden tilknyttet musikundervisning.dk og har medvirket i adskillige radio- og tv-udsendelser.
I 2017 udsendte Jacoby albummet "Live in Paris", hvilket samtidig markerede startskuddet til hans egen label, Giant Birch. I 2019 udsendte Giant Birch albummet "A's As Is", et album, hvor kun Jacoby selv medvirker. Ligeledes udsendte Giant Birch den unge aalborgensiske guitarist/singer/songwriter Ginne Markers debut album "For Seasons to Come". Begge albums høstede fine anmeldelser, og var at finde på musikmagasinet "Side 33"'s liste over bedste danske udgivelser i 2019. I 2021 lanceredes Giant Birch' sub-label little sprout, eksklusiv dedikeret til instrumentalmusik. Little sprouts første udgivelser er ElektroRetroFutureFunk-bandet Marathon Monks' to singler "Monk Funk (The Six Ungraspables)" og "Rice Cake". Et helt album er på vej, ligesom et album med improvisations-projektet "Impromptu" ventes udsendt juni 2021 på little sprout. 
Aske Jacoby var i 2019 og 2020 en væsentlig del af P4's radio-show "FONK, det er lørdag"s succes via sin medvirken i det tilbagevendende indslag "De Ringer, Vi Slagbasser", et koncept hvor lytterne kan ringe ind og ønske en vilkårlig melodi udsat for slap bass. Indslaget bidrog væsentligt til forøgelse af lyttertallet, som i forvejen var højt.
I 2019/2020 komponerede Jacoby titelmelodi og soundtrack til TV-serien "Sommerdahl" sammen med filmkomponist Jeppe Kaas. Soundtracket blev efterfølgende udgivet på Jacobys selskab Giant Birch i 2021.
Sammen med lydtekniker Boe Larsen lancerede Jacoby i 2020 online streaming koncert-serien "Live Virtual". 1. sæson bestod af ni koncerter optaget "live on tape", så Larsen og Jacoby efterfølgende havde mulighed for at mixe lyden, redigere og colorgrade billederne. DR2's kulturservice-program "DR2 Bringer Kulturen Ud" viste et indslag on "Live Virtual" og roste både lydkvalitet, billedkvalitet og ikke mindst musikkens høje kvalitet og og diversitet. Således kunne man i 1. sæson høre både klassisk musik, jazz, rock, afro, singer/songwriter og country. Musikmagasinet "Side 33" roste ligeledes "Live Virtual" for koncerternes høje kvalitet.

## Priser
Aske Jacoby modtog i 2004, som den første person nogensinde, Ken Gudman Prisen, der gives til en kunstner med personlighed, integritet og godt musikalsk håndværk.

## Diskografi

### Soloalbum
- Not Only For The Royalties (1991)
- Transfer Power (2004)
- Chant (2014)
- Luna Plena Super Me (2016)
- A's As Is (2019)
- Impromptu (Little Sprout 2021)

### Aske Jacoby Trio
- Three At Last! (2011)

### Live album
- Clubbing - live at Copenhagen Jazzhouse (1997)
- Live In Paris (2017)

### Soundtracks
- Sommerdahl (TV-serie) - (Sammen med Jeppe Kaas) (Giant Birch 2021)

### Med News
- Stereo Magasin (Sonet 1981)
- Sæt Sejl (Sonet 1982)

### Med Danseorkestret
- Danseorkestret (Sonet 1985)
- Long Distance (CBS 1987)
- Det Flyvende Tæppe (Virgin 1990)
- Den Store Kærlighed (Metronome 1994)